# Raphanus indicus
Raphanus indicus là một loài thực vật có hoa trong họ Cải. Loài này được Sinskaya miêu tả khoa học đầu tiên năm 1931.